# Leidsche Rijn (wijk)
Leidsche Rijn is een nieuwbouwlocatie en wijk in de stad Utrecht, ten westen van het Amsterdam-Rijnkanaal. In 2024 telde de wijk 49.307 inwoners. De naam verwijst naar de Leidse Rijn die erdoorheen loopt.
In de decennia vanaf de aanleg was Leidsche Rijn de grootste Vinex-locatie van Nederland. Het grootste deel lag in de toenmalige gemeente Vleuten-De Meern, ten westen van Utrecht. Het Utrechtse deel sloot aan bij de stad en omvatte de Hoge en de Lage Weide. Vleuten-De Meern werd op 1 januari 2001 bij de gemeente Utrecht gevoegd.
Het project zou 30.000 woningen voor 90.000 inwoners omvatten, te verdelen over twee wijken: Leidsche Rijn en de wijk Vleuten-De Meern. Die  laatste omvat veel bestaande bebouwing en is veel groter in oppervlak en iets groter qua inwonertal.

## Inleiding

### Geschiedenis
Aan het begin van de jaartelling liep de hoofdtak van de Rijn via het huidige Utrecht en Leiden naar de Noordzee. Ten noordoosten van het huidige De Meern splitste deze rivier zich in een noordelijke en zuidelijke tak; in Harmelen kwamen deze takken weer bij elkaar. De noordelijke tak liep via Vleuten, de zuidelijke via De Meern. Van beide riviertakken zijn slechts fragmenten overgebleven. Niettemin hebben beide takken duidelijke sporen achtergelaten rond Leidsche Rijn, Vleuten en De Meern. Grote delen van het gebied liggen relatief hoog en waren tuinbouwgrond voordat het grote nieuwbouwproject Leidsche Rijn een aanvang nam. De hoge ligging is veroorzaakt door de afzettingen van de Rijn, die in het onbedijkte gebied zijn loop menigmaal kon wijzigen.
De relatief hoge ligging nodigde de Romeinse legers in de eerste eeuw van onze jaartelling als het ware uit om er een vaste legerplaats te bouwen. In het huidige De Meern werd zo'n castellum gebouwd op een verhoogd terrein aan de later verdwenen zuidelijke tak van de Rijn. Lange tijd is aangenomen dat de Romeinse naam hiervan Fletio(ne) was. Volgens huidige inzichten is deze naam twijfelachtig. Van dit castellum is op bodemvondsten na niets bewaard gebleven. Op precies dezelfde plaats is het echter in 2015 'herbouwd'. Deze nieuwe versie kreeg de naam Castellum Hoge Woerd, genoemd naar de huidige naam van het verhoogde terrein. 
Ook elders in De Meern zijn belangrijke archeologische vondsten gedaan. Voorafgaand aan de bouw van de buurt Veldhuizen trof men sporen aan van de grensweg van het Romeinse Rijk, de limesweg. Nog op dezelfde dag vond men iets verderop een in de Rijn gestrand Romeins schip uit de 2e eeuw. Dit zag er, de ouderdom in aanmerking genomen, zeer gaaf uit en een deel van de scheepsinventaris was nog aanwezig. Na lichting en conservering is het schip overgebracht naar het museum van Castellum Hoge Woerd. Er zijn later nog verschillende andere schepen gevonden in het projectgebied.
De Romeinen bevoeren de zuidelijke tak van de Rijn meer dan de noordelijke. In de vroege middeleeuwen verzandde de zuidelijke tak, zodat de noordelijke weer in beeld kwam. Deze meanderde echter sterk, met vooral in het huidige Parkwijk veel bochten. Om de bochten af te snijden werd de Vleutense Vaart gegraven, vanaf de Utrechtse binnenstad tot de uitmonding in de Rijn bij Den Hoet. Van daaraf voeren de schepen door de natuurlijke Rijnloop, die door het huidige Máximapark en het dorp Vleuten naar Harmelen liep. Later in de middeleeuwen voldeed ook dit gedeelte niet meer en werd in 1381 een nieuw traject ontworpen, namelijk dat van de Oude Rijn, die door De Meern loopt. Dit kanaal was recht, behalve op het eerste stuk tussen de Utrechtse binnenstad en Oog in Al, waar het vaarwater nabij Jaffa een scherpe hoek maakte. In 1665 werd deze hoek afgesneden door de nieuw gegraven kaarsrechte Leidse Vaart. Een motief hiervoor was de op gang gekomen trekvaart tussen Utrecht en Leiden. Om die reden werd ook de Oude Rijn bij De Meern op de gewenste breedte gebracht. Vanaf toen is men het scheepvaarttraject Utrecht-De Meern-Harmelen in zijn geheel Leidsche of Leidse Rijn gaan noemen. Hiernaar is de Vinex-locatie en wijk Leidsche Rijn genoemd.

### Grenswijziging 1995 en gemeentelijke herindeling 2001

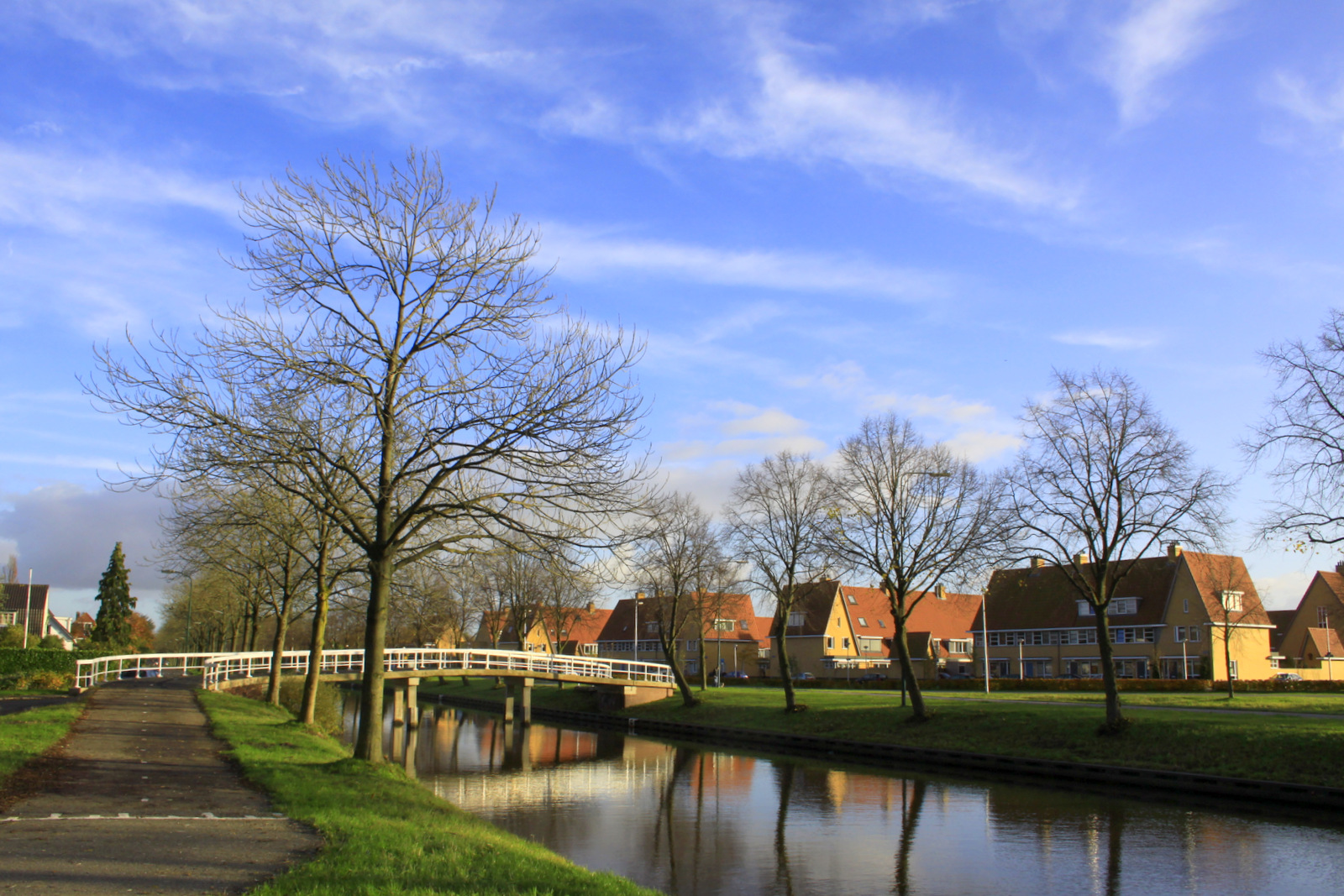
De Kloosterbrug over de Leidse Rijn in De Meern. Aan de overkant ligt de buurt Veldhuizen.

Aanvankelijk was het de bedoeling dat elk van de beide betrokken gemeenten haar verantwoordelijkheid zou nemen voor het deel van het project op haar grondgebied. Wél vond men een grenswijziging nodig die erop neerkwam dat de toekomstige buurt Langerak in de gemeente Utrecht zou gaan liggen. Daarvoor zou de grens tussen Utrecht en Vleuten-De Meern wat naar het westen moeten worden verlegd. Aldus gebeurde op 1 januari 1995.
Daarna ontstond er een strijd tussen de gemeenten Utrecht en Vleuten-De Meern. In de landelijke politiek was een discussie gaande over stadsgewesten. Diverse grotere steden hadden door tal van oorzaken financiële problemen: veel van deze steden benadrukten dat dat niet lag aan hun eigen begrotingsbeleid zoals hun participatie in financieel kostbare bouwprojecten zoals Hoog Catharijne (of in Amsterdam de Stopera), maar dat ze veel kosten hadden aan bijstandsuitkeringen en aan gewone centrumvoorzieningen, waarvan  randgemeenten profiteerden zonder bij te dragen in de kosten.
Grote steden raakten in elk geval in geldnood en werden via een Artikel 12-procedure onder financiële curatele van het Rijk gesteld. Met betrekking tot de herindeling benadrukte de gemeente Utrecht de financiële problemen nooit maar gaf als enige motivatie de VINEX-locatie onder een bestuur te willen brengen. De schuldenlast van de gemeente Utrecht van circa 200 miljoen gulden rond 1990 kwam volgens de gemeente vooral door stadsvernieuwing en in mindere mate ook door de grote hoeveelheid monumenten in Utrecht. Gemeenten als Utrecht hebben juist lang voor de 'onderkant van de woningmarkt' gebouwd waardoor mensen uit de middenklasse naar de groeikernen zoals Nieuwegein, Houten en Maarssen(broek) verhuisden.
Maar de gemeente Vleuten-De Meern was in die zin nooit een 'overloopgebied' voor Utrecht geweest en liet zich daarom niet graag annexeren en verzet van bewoners speelde een grote rol; Amsterdamse en Rotterdamse uitbreidingsplannen waren niet doorgegaan na raadpleging van de eigen bevolking. De gemeente Utrecht speelde hierop in door (wel) te pleiten voor annexatie van Vleuten-De Meern, waardoor het hele gebied van het project Leidsche Rijn onder één bestuur zou komen te vallen. De gemeente en de bevolking van Vleuten-De Meern zagen deze herindeling als een annexatie en verzetten zich er jarenlang tegen. In 1996 stemde ruim 83% van de bewoners in een referendum tegen deze herindeling. Toen bleek dat in de Tweede Kamer een meerderheid vóór was, veranderde het gemeentebestuur echter van standpunt. De toen nieuw gekozen gemeenteraad van Utrecht kwam de bewoners tegemoet door de bestaande indeling in woonplaatsen niet te wijzigen. Daardoor bestaat de gemeente Utrecht uit de woonplaatsen De Meern, Haarzuilens, Utrecht en Vleuten.
Gelijktijdig met de annexatie werd de grens tussen Utrecht en Nieuwegein gewijzigd: het gebied rondom de Nedereindseweg ten westen van de A2 ging over van Nieuwegein naar Utrecht. Samen met de aangrenzende Heicopse Polder kreeg dit gebied de naam Rijnenburg, naar een vroeger kasteeltje aan de Nedereindseweg. Rijnenburg is door de gemeente Utrecht aangewezen als toekomstige woningbouwlocatie.

### De ontwikkeling van Leidsche Rijn

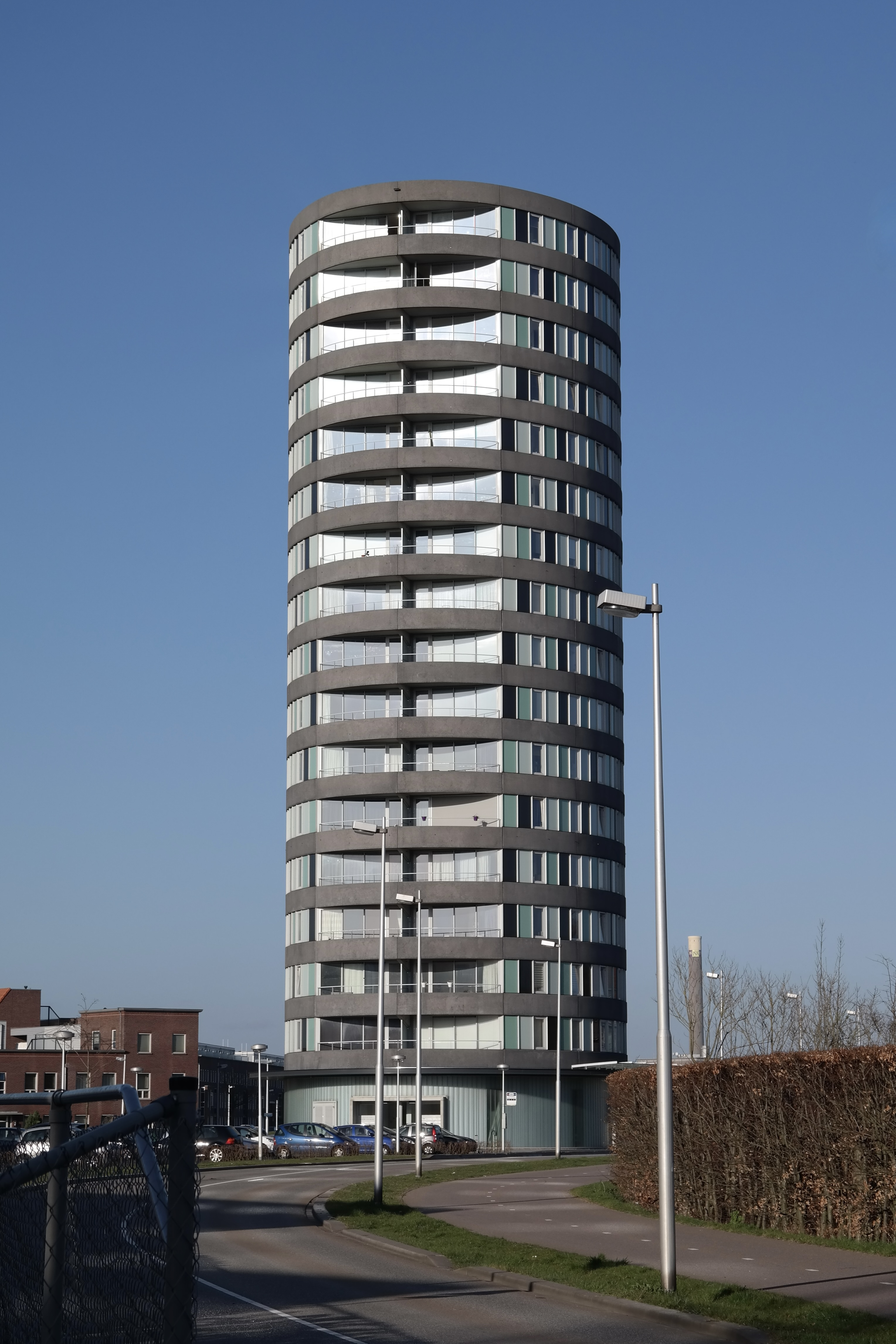
"De Toren", sinds 2009 een hoogteaccent in de wijk Parkwijk-Noord

Het gebied, inclusief het poldergebied Rijnenburg, is ongeveer 25 km² groot. Oorspronkelijk waren 30.000 woningen voor ongeveer 90.000 inwoners voorzien. Hierbij waren de ongeveer 6.000 bestaande woningen in de dorpen De Meern, Vleuten en Haarzuilens inbegrepen. Eind 2019 werd het beoogde aantal van 90.000 inwoners gepasseerd. Op 1 januari 2022 telden de beide wijken samen ruim 95.000 inwoners, van wie ongeveer 45.000 in de wijk Leidsche Rijn. De grootste deel-locatie van het gebied is Vleuterweide; deze telt ruim 18.000 inwoners. Vanwege deze omvang is Vleuterweide onderverdeeld in drie buurten. Andere grote deel-locaties zijn Terwijde en Het Zand. 
De eerste paal voor Leidsche Rijn werd op 4 december 1997 geslagen door toenmalig premier Wim Kok. De oplevering van de eerste woningen met de sleuteloverdracht was op 14 oktober 1998. De oudste deel-locaties binnen het gebied zijn Veldhuizen en Langerak. Met de bouwactiviteiten aldaar werd in 1997 begonnen. Veldhuizen behoorde toen nog tot de gemeente Vleuten-De Meern. Toen in 2001 deze gemeente bij Utrecht werd gevoegd, was het grootste deel van de 3.000 nieuwe woningen in Veldhuizen al bewoond. Ze is met ruim 9.000 inwoners de buurt binnen de gemeente Utrecht met de meeste inwoners.
Voor het lokale verkeer was de opening van de Prins Clausbrug van belang. Dit was de eerste nieuwe brug tussen Utrecht en het Leidsche Rijnse gebied Papendorp. Veel busverbindingen gebruiken deze brug, die in 2003 door toenmalig prinses Máxima geopend is.
Op 12 april 2005 gaf minister Karla Peijs van Verkeer en Waterstaat het startschot voor de grote infrastructurele werken ten behoeve van Leidsche Rijn. Naast de verlegging, verbreding en overkapping van de A2 was vooral de verhoging en verdubbeling (naar vier sporen) van de spoorlijn Utrecht-Woerden in 2010 belangrijk. Door de verhoogde ligging van het spoor en de wijde onderdoorgangen viel de barrière-werking van het spoor weg en kregen buurten ten noorden van het spoor toegang tot het centrale deel van het Máximapark, dat in 2011 in gebruik genomen werd. Ook het perifere noordelijke deel van het park ten noorden van het spoor kon worden verbonden met de rest van het park. In 2013 werd het park officieel geopend door koningin Máxima. Intussen werd de A2 verlegd en overkapt, waarna op 20 juni 2014 het startsein gegeven kon worden voor de bouw van de buurt Leidsche Rijn Centrum. Het winkelcentrum werd op 16 mei 2018 geopend door toenmalig burgemeester Jan van Zanen.
Eerder waren al meer lokale winkelcentra geopend: in 2010 winkelcentrum Vleuterweide in de aangrenzende wijk Vleuten-De Meern en in 2014 winkelcentrum Terwijde.
Anno 2020 is ongeveer 90% van het project Leidsche Rijn voltooid. Nieuwbouwactiviteiten van enige omvang vinden dan nog plaats in Leidsche Rijn Centrum en ten noorden van Vleuten.

## Subwijken en buurten

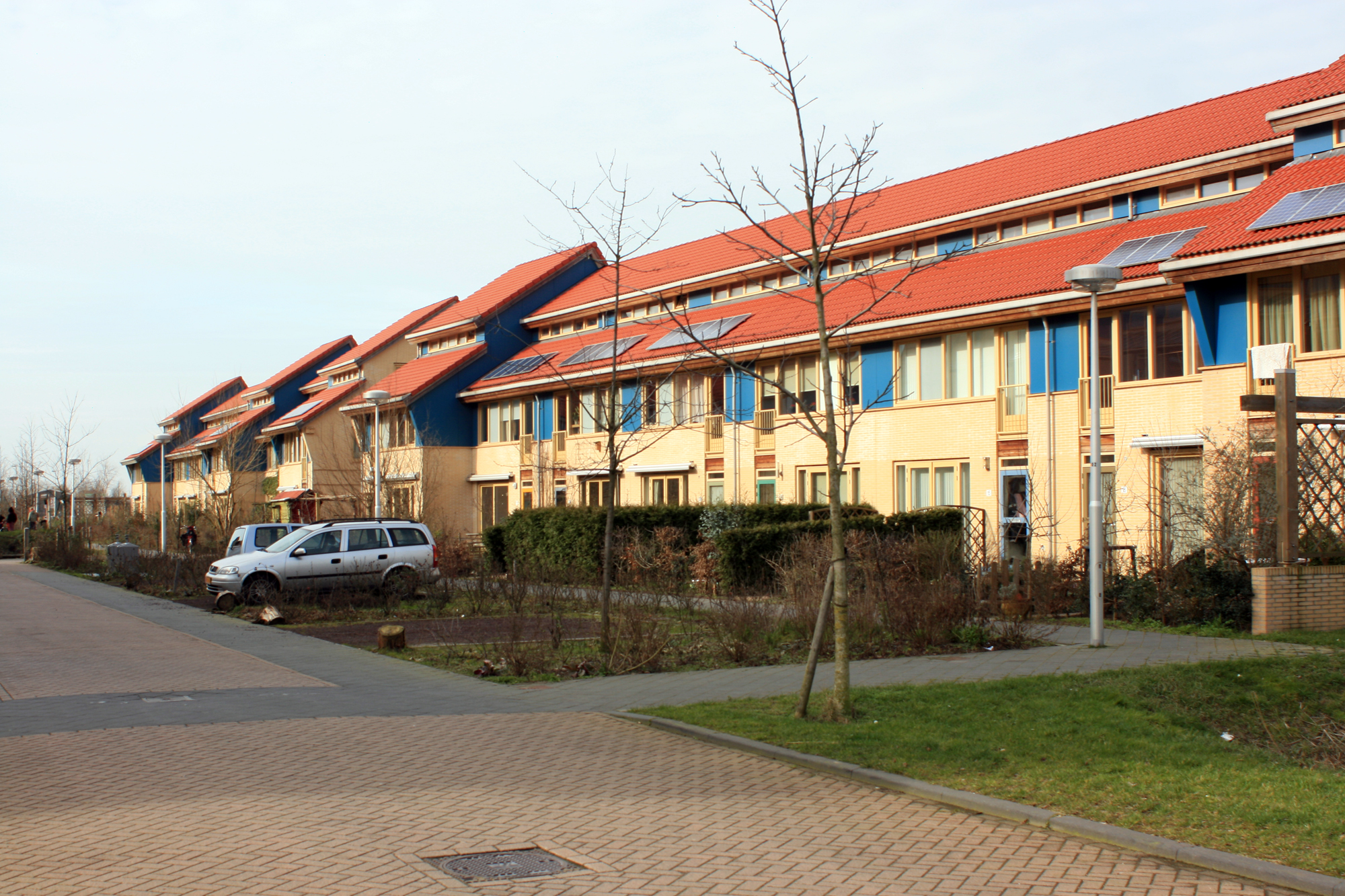
Parkwijk

De wijk Leidsche Rijn is onderverdeeld in de volgende subwijken en buurten:
- 9.1 Subwijk Terwijde, De Wetering
  - 9.11 Bedrijvengebied De Wetering
  - 9.12 Terwijde West
  - 9.13 Terwijde Oost
- 9.2 Subwijk Het Zand
  - 9.21 Het Zand West
  - 9.22 Het Zand Oost
- 9.3 Subwijk Leidsche Rijn Centrum e.o.
  - 9.31 Leidsche Rijn Centrum
  - 9.32 Grauwaart
  - 9.33 Hoge Weide
  - 9.34 Leeuwesteyn
- 9.4 Subwijk Parkwijk, Langerak
  - 9.41 Parkwijk Noord
  - 9.42 Parkwijk Zuid
  - 9.43 Langerak
- 9.5 Subwijk Leidsche Rijn Zuid
  - 9.51 Rijnvliet
  - 9.52 Bedrijvengebied Strijkviertel
  - 9.53 Bedrijvengebied Papendorp

De onderverdeling in subwijken en buurten van de wijk Vleuten-De Meern is te vinden in het artikel Vleuten-De Meern (wijk), kopje Subwijken en buurten.

## Natuur en recreatie
Binnen de wijk Leidsche Rijn ligt het Willem-Alexanderpark op het dak van de Leidsche Rijntunnel. In het zuiden van de wijk bevindt zich de Recreatieplas Strijkviertel, een vroegere zandwinningsplas die is ontstaan in verband met de aanleg van de nabijgelegen autosnelwegen A2, A12 en het knooppunt Oudenrijn.
Aan de rand van de wijk ligt het Máximapark, waarvan de oorspronkelijke naam Leidsche Rijnpark was. Het is een centraal park binnen de Vinex-locatie Leidsche Rijn, omringd door de wijk Leidsche Rijn in het oosten, het dorp De Meern in het zuiden en het dorp Vleuten in het westen.
Ten noordwesten van de wijk ligt de Haarrijnseplas. Deze is aangelegd als waterbuffer in het kader van 'Nederland leeft met water'. Daarnaast dient deze plas voor recreatie en als ecologische verbindingszone.
De Vikingrijn in het Máximapark is aangelegd om de rivier de Rijn, die door het gebied van Leidsche Rijn en Vleuten-De Meern liep, weer gedeeltelijk zichtbaar te maken.
Om de waterkwaliteit te verbeteren zijn in hoger gelegen delen van Leidsche Rijn onder andere wadi's toegepast.

## Archeologie
In De Meern zijn op een verhoogd terrein even ten noorden van de dorpskern in 1940 belangrijke archeologische vondsten gedaan. Hier stond in de Romeinse tijd een Romeins fort of castellum (zie artikel castellum Fletio). De contouren van een badhuis op het castellumterrein zijn toen teruggevonden. Later kon met redelijke nauwkeurigheid de hele plattegrond van het castellum worden vastgesteld. De naam van de in 2015 gebouwde reconstructie op de oorspronkelijke plaats van dit fort is Castellum Hoge Woerd. (Aanvankelijk werd op basis van een oude kaart en andere bronnen gedacht dat dit castellum de naam Fletio droeg, maar later is hierover twijfel ontstaan) Dit castellum lag aan de rivier de Rijn, om precies te zijn aan de zuidelijke tak van de Rijn in dit gebied. Zo'n 1,5 km ten noorden van het castellum splitste de Rijn zich namelijk in een noordelijke tak die via het huidige Vleuten liep en een zuidelijke die tak die langs het castellum van noord naar zuid stroomde en even verderop (in het centrum van het huidige De Meern) een bocht naar rechts maakte. Deze zuidelijke tak werd door de Romeinen aangewezen als de noordgrens van hun Romeinse Rijk. Deze riviertak is ten gevolge van gebrek aan onderhoud na het vertrek van de Romeinen en door verzanding geheel uit het landschap verdwenen. Bij het bouwrijp maken van de grond ten behoeve van de Meernse wijk Veldhuizen in de jaren 1990 werden opnieuw belangrijke archeologische vondsten gedaan. Op plekken waar ooit de zuidelijke tak van de Rijn stroomde werden enkele scheepswrakken aangetroffen. Ook is daar een zeer goed bewaard gebleven vrijwel compleet Romeins schip gevonden. Dit schip is uit de bodem gelicht en overgebracht naar een werkplaats waar het is gerestaureerd en een conserverende behandeling heeft ondergaan. Thans is het te bezichtigen in de museumhal van het Castellum Hoge Woerd. Vrijwel gelijktijdig met de vondst van dit schip werden ook sporen van de limesweg ontdekt. Deze ontdekking was verrassend omdat voorheen was aangenomen dat het castellum Trajectum in het huidige Utrecht en het castellum bij het huidige De Meern met elkaar waren verbonden via de limesweg. Bij deze nieuwe ontdekking bleek dat de limesweg meer naar het zuiden lag, niet ver van de huidige A12. Via zijwegen van deze hoofdweg waren de castella bereikbaar. Er zijn ook sporen van enkele wachttorens teruggevonden. Ten oosten van het castellum in De Meern is een vicus gevonden. Dit is een wijkje - vicus betekent wijk - met autochtone bevolking die dienstbaar was aan de in het castellum gelegerde Romeinse soldaten. Ook bij andere castella lagen vici.

## Infrastructuur
Zoals in de inleiding van dit artikel is aangegeven, heeft het gebied van de stadsuitbreiding de omvang van een middelgrote stad, zowel qua oppervlakte als aantal inwoners. Voor dit gebied moest nieuwe infrastructuur worden ontwikkeld, waarin de aanwezige infrastructuur moest worden ingepast. Hiervoor zouden ambitieuze projecten moeten worden ontwikkeld en grote investeringen gedaan. Een deel van deze projecten stond al op de wensenlijsten van Rijkswaterstaat en ProRail. Bijzondere nieuwe aandachtspunten vormden de ligging van het Amsterdam-Rijnkanaal tussen Leidsche Rijn en oudere wijken van Utrecht, en de spoorlijn Utrecht-Woerden en de autosnelweg A2, die dwars door het gebied lopen. Barrières die in strijd zouden zijn met het concept compacte stad wilde men vermijden. Dit leidde tot het inzicht dat genoemde spoorlijn moest worden verhoogd ten behoeve van ruime onderdoorgangen. Bovendien zou het deel van de A2 tussen de spoorlijn en de afrit De Meern moeten worden verlegd en overkapt. Ten slotte zouden bestaande bruggen over het Amsterdam-Rijnkanaal moeten worden verbreed en nieuwe bruggen worden gebouwd.

### Wegen en tunnels

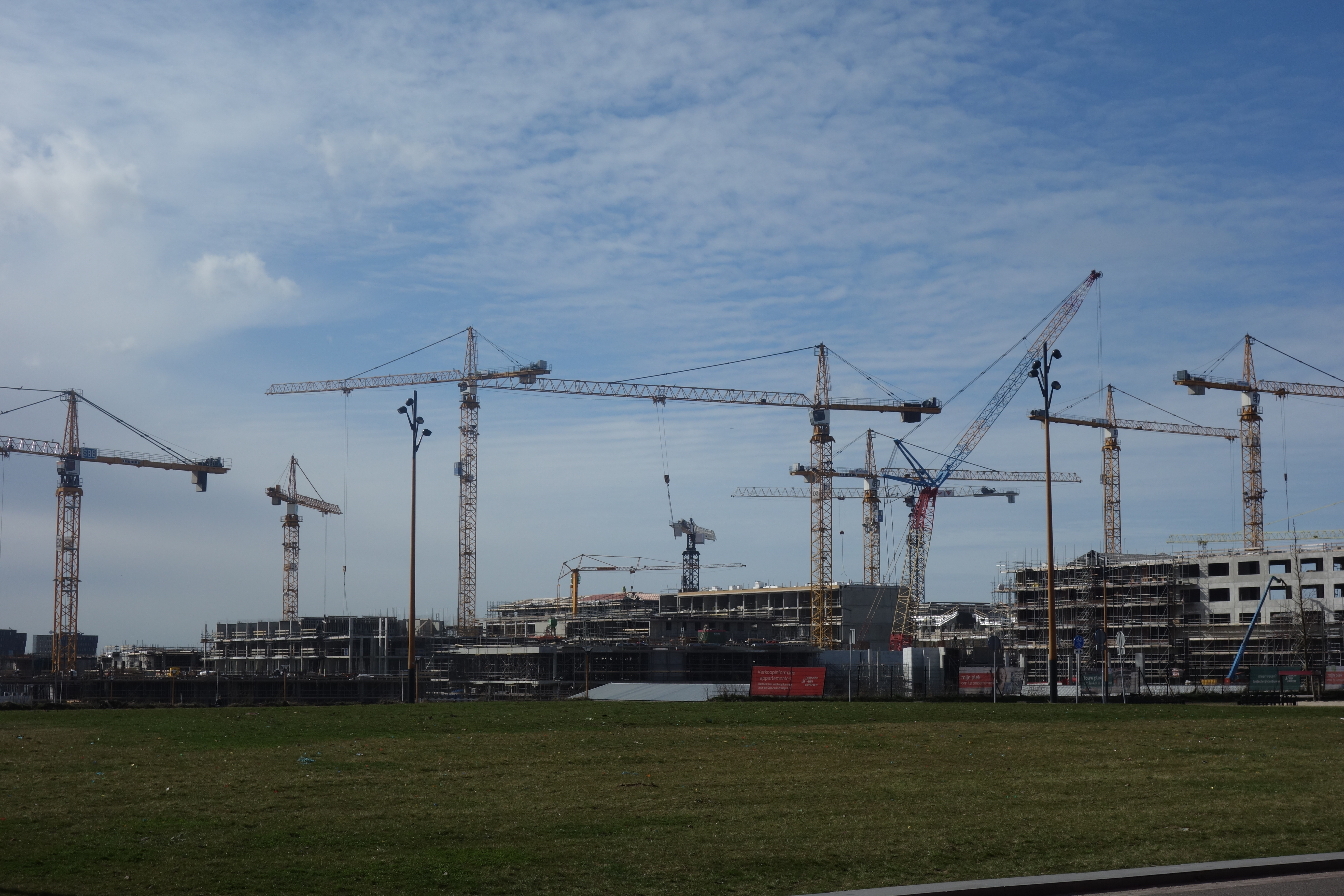
Bouwbedrijvigheid (2017)

Binnen de wijk Leidsche Rijn werd de A2 / Ring Utrecht West verbreed en opgezet als parallelbaansysteem met een hoofdrijbaan (drie rijstroken per richting) en een parallelrijbaan (twee rijstroken per richting). In de Leidsche Rijntunnel, een zogenaamde landtunnel, werd de autosnelweg overdekt aangelegd. In verband hiermee werden de op- en afritten bij Lage Weide verplaatst. Deze werkzaamheden bij Utrecht vielen samen met een landelijk project ter verbreding en verbetering van de A2.
Ook de A12 ten westen van het net buiten de wijk gelegen knooppunt Oudenrijn werd verbreed. Het traject tussen dit knooppunt en De Meern kreeg zes rijstroken en in omgekeerde richting vijf rijstroken. Tussen De Meern en Gouda werd de A12 verbreed tot vier rijstroken in beide richtingen. Verder werden bij Harmelen nieuwe op- en afritten met ontsluitingswegen aangelegd ten behoeve van Harmelen zelf en de westelijke delen van Vleuten-De Meern en Leidsche Rijn. Ook hier vielen deze werkzaamheden samen met een landelijke uitbreidingsproject ter verbetering van de A12.
Voor het autoverkeer werden een noordelijke en zuidelijke stadsas aangelegd. Tussen het grote winkelcentrum van Leidsche Rijn en het Berlijnplein ligt de Stadsbaantunnel. Deze is tegen de Leidsche Rijntunnel aangebouwd.

### Rail- en bus-infrastructuur
In oktober 2018 is de verdubbeling van het aantal sporen van twee naar vier in de spoorlijn tussen Utrecht en Woerden voltooid. Dit was onderdeel van het project en het concept Randstadspoor dat tot doel heeft om de regio Utrecht en onder meer de Vinex-locaties in deze regio goed te ontsluiten. Station Vleuten werd verplaatst en er kwamen twee nieuwe stations bij: Utrecht Terwijde en Utrecht Leidsche Rijn. In Leidsche Rijn en Vleuten is de spoorbaan verhoogd en voorzien van ruime onderdoorgangen. Ten behoeve van deze verdubbeling is eind 2017 een tweede spoorbrug over het Amsterdam-Rijnkanaal geplaatst naast de reeds bestaande spoorbrug.
Het gebied van de wijken Leidsche Rijn en Vleuten-De Meern, heeft twee grotendeels vrije busbanen. Stads- en streekbussen rijden hierover met hoge frequentie en zorgen overeenkomstig het concept hoogwaardig openbaar vervoer voor vlotte verbindingen tussen de oude en nieuwe stadswijken van Utrecht. Diverse bruggen en viaducten in Leidsche Rijn zijn gebouwd met aparte rijbanen voor de bus.

### Bruggen en viaducten
In 2017 is een fietsbrug over het Amsterdam-Rijnkanaal geopend, de Dafne Schippersbrug. Deze brug verbindt het centrum van Utrecht en de buurten Lombok en Oog in Al met enkele buurten in Leidsche Rijn en met de woonplaats De Meern. Fietsers hoeven nu niet meer de omweg te maken via de Hogeweidebrug of de De Meernbrug.
Eerder werden nieuwe bruggen over het Amsterdam-Rijnkanaal in gebruik genomen. De Hogeweidebrug verbindt, onder meer, Leidsche Rijn Centrum met het centrum van Utrecht en de wijken Zuilen en Overvecht. Deze nieuwe brug zorgde voor een belangrijke verbetering; de vorige brug op deze plaats, de Vleutensebrug, was veel te smal geworden. Tussen Papendorp, een bedrijvengebied binnen de wijk met voornamelijk kantoren, en de Utrechtse buurt Kanaleneiland is de Prins Clausbrug gebouwd. Zowel de Hogeweidebrug als de Prins Clausbrug hebben speciale rijstroken voor bussen.
Een viaduct over de A2 in het noordwesten van Papendorp verbindt deze buurt met de overige buurten van Leidsche Rijn. Ook is daar een vrije busbaan waarover verschillende stads- en streekbussen van treinstation Utrecht Centraal (via Kanaleneiland en Papendorp) naar De Meern en verder rijden, o.a. naar Gouda, Woerden en Vleuten.
Op verschillende plaatsen zijn over het kanaal de Leidse Rijn nieuwe bruggen en viaducten gebouwd. Enerzijds was dit nodig vanwege de sterke groei van het aantal inwoners in de buurt van dit kanaal; anderzijds kunnen hierdoor snel en langzaam verkeer elkaar nu ongehinderd kruisen. Ook in het Máximapark zijn voorzieningen getroffen waardoor het recreatieve langzame verkeer en het doorgaande verkeer zo weinig mogelijk hinder van elkaar ondervinden.

## Openbaar vervoer

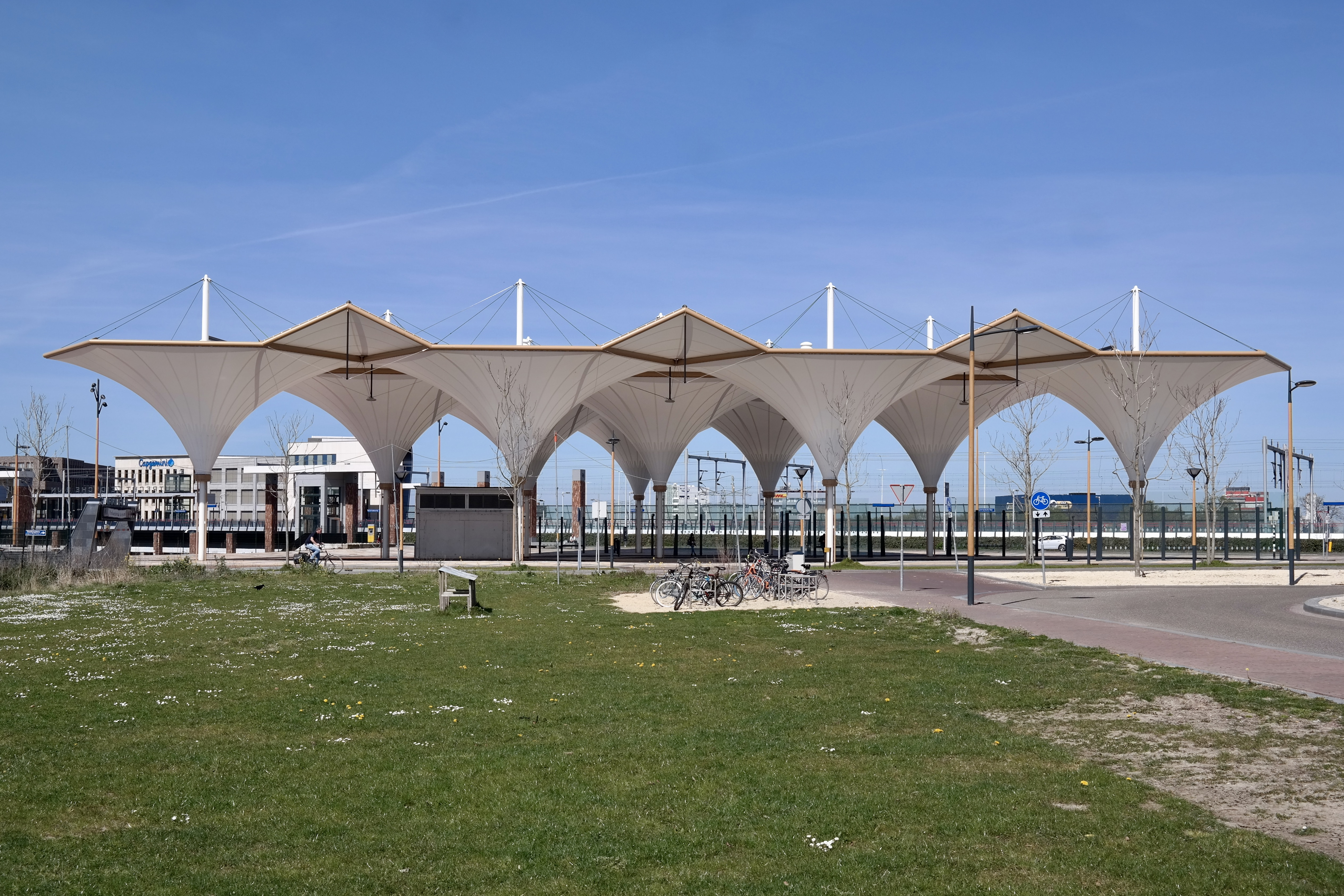
De in 2017 gereedgekomen busterminal van Leidsche Rijn.

Door de wijk loopt de spoorlijn Utrecht - Rotterdam / Den Haag / Leiden. Binnen de wijk liggen station Utrecht Leidsche Rijn en station Utrecht Terwijde en even ten westen van de wijk station Vleuten. Er rijden op deze spoorlijn sprinters in beide richtingen met een frequentie van 4 per uur overdag en 2 per uur 's avonds en in het weekend. Deze treinen stoppen op alle drie genoemde stations. Het betreft de volgende treinseries:
| Serie | Treinsoort    | Route | Bijzonderheden |
| ----- | ------------- | --- | --- |
| 6000  | Sprinter (NS) | Den Haag Centraal – Voorburg – Den Haag Ypenburg – Zoetermeer – Zoetermeer Oost – Lansingerland-Zoetermeer – Gouda – Gouda Goverwelle – Woerden – Vleuten – Utrecht Terwijde – Utrecht Leidsche Rijn – Utrecht Centraal – Utrecht Vaartsche Rijn – Utrecht Lunetten – Houten – Houten Castellum – Culemborg – Geldermalsen – Zaltbommel – 's-Hertogenbosch | Rijdt alleen na 18:00 uur en van vrijdag t/m zondag. |
| 6900  | Sprinter (NS) | Den Haag Centraal – Voorburg – Den Haag Ypenburg – Zoetermeer – Zoetermeer Oost – Lansingerland-Zoetermeer – Gouda – Gouda Goverwelle – Woerden – Vleuten – Utrecht Terwijde – Utrecht Leidsche Rijn – Utrecht Centraal – Utrecht Vaartsche Rijn – Utrecht Lunetten – Houten – Houten Castellum – Culemborg – Geldermalsen – Tiel Passewaaij – Tiel        | Rijdt alleen van maandag t/m donderdag tot 18:00 uur. |
| 8900  | Sprinter (NS) | (Leiden Centraal – Leiden Lammenschans – Alphen a/d Rijn – Bodegraven – )Woerden – Vleuten – Utrecht Terwijde – Utrecht Leidsche Rijn – Utrecht Centraal | Rijdt niet in het weekend en na 20.00 uur. Rijdt alleen van maandag t/m vrijdag in de spitsuren van/naar Leiden Centraal en vormt dan tussen Leiden Centraal en Woerden een kwartierdienst met serie 8800. |

Het hele treintraject tussen de treinstations Utrecht Centraal en Woerden heeft sinds oktober 2018 4 sporen, waardoor het mogelijk is, naargelang de vervoersvraag, om hier het concept Randstadspoor uit te voeren. Er is voldoende capaciteit voor 6 stoptreinen per uur tussen Woerden en Utrecht (in beide richtingen). Sinds de uitbreiding van het aantal perrons op station Geldermalsen in 2022 is er capaciteit voor 6 sprinters per uur op het traject Woerden - Utrecht Centraal - Geldermalsen.
De bussen die in Leidsche Rijn komen:
- Lijn 4 (Station Utrecht Terwijde - Langerak - 24 Oktoberplein - Station Utrecht Centraal - Binnenstad - Tuindorp - Voordorp)
- Lijn 5 (Station Maarssen - Terwijde-Noord - Ziekenhuis Sint-Antonius Leidsche Rijn - Station Utrecht Leidsche Rijn - 24 Oktoberplein - Station Utrecht Centraal)
- Lijn 10 (Station Utrecht Lunetten - Hoograven - Kanaleneiland - Papendorp - Hoge Weide - Station Utrecht Leidsche Rijn), maandag t/m vrijdag overdag
- Lijn 11 (Vleuten - Terwijde - Ziekenhuis Sint-Antonius Leidsche Rijn - Station Utrecht Leidsche Rijn - Station Utrecht Zuilen - Marnixlaan - Winkelcentrum Overvecht - Station Utrecht Overvecht), maandag t/m vrijdag tot ongeveer 20:00 uur
- Lijn 14 (Station Utrecht Centraal - Leidsche Rijn - De Meern Oost)
- Lijn 24 (Station Utrecht Centraal - Kanaleneiland - Papendorp - De Meern Oost)
- U-link 28 (De Uithof - Biltstraat - Binnenstad - Station Utrecht Centraal/Centrumzijde - Vleutenseweg - Station Utrecht Leidsche Rijn - Parkwijk - De Meern Oost - Veldhuizen - Vleuterweide Centrum - Station Vleuten)
- Lijn 29 (Station Vleuten - Vleuterweide West - Veldhuizen - De Meern Oost - Papendorp - Kanaleneiland - Station Utrecht Vaartsche Rijn - De Uithof - De Bilt - Bilthoven)
- Lijn 48 (Station Houten - Nieuwegein Centrum - Nieuwegein Galecop - Papendorp - Station Utrecht Leidsche Rijn - Ziekenhuis Sint-Antonius Leidsche Rijn - Lage Weide - Station Maarssen), maandag t/m vrijdag overdag. Op zaterdag en zondag en tijdens vakanties worden slechts delen van dit traject gereden.
- U-link 73 (Zeist - Station Utrecht Centraal - Vleutenseweg - Station Utrecht Leidsche Rijn - Lage Weide - Station Maarssen)
- Lijn 102 (Station Utrecht Centraal Jaarbeurszijde - Kanaleneiland - Papendorp - De Meern Oost - Veldhuizen - Harmelen - Station Woerden)
- Lijn 107 (Station Utrecht Centraal Jaarbeurszijde - Kanaleneiland - Papendorp - De Meern Oost - Montfoort - Oudewater - Station Gouda)

## Voormalig Informatiecentrum

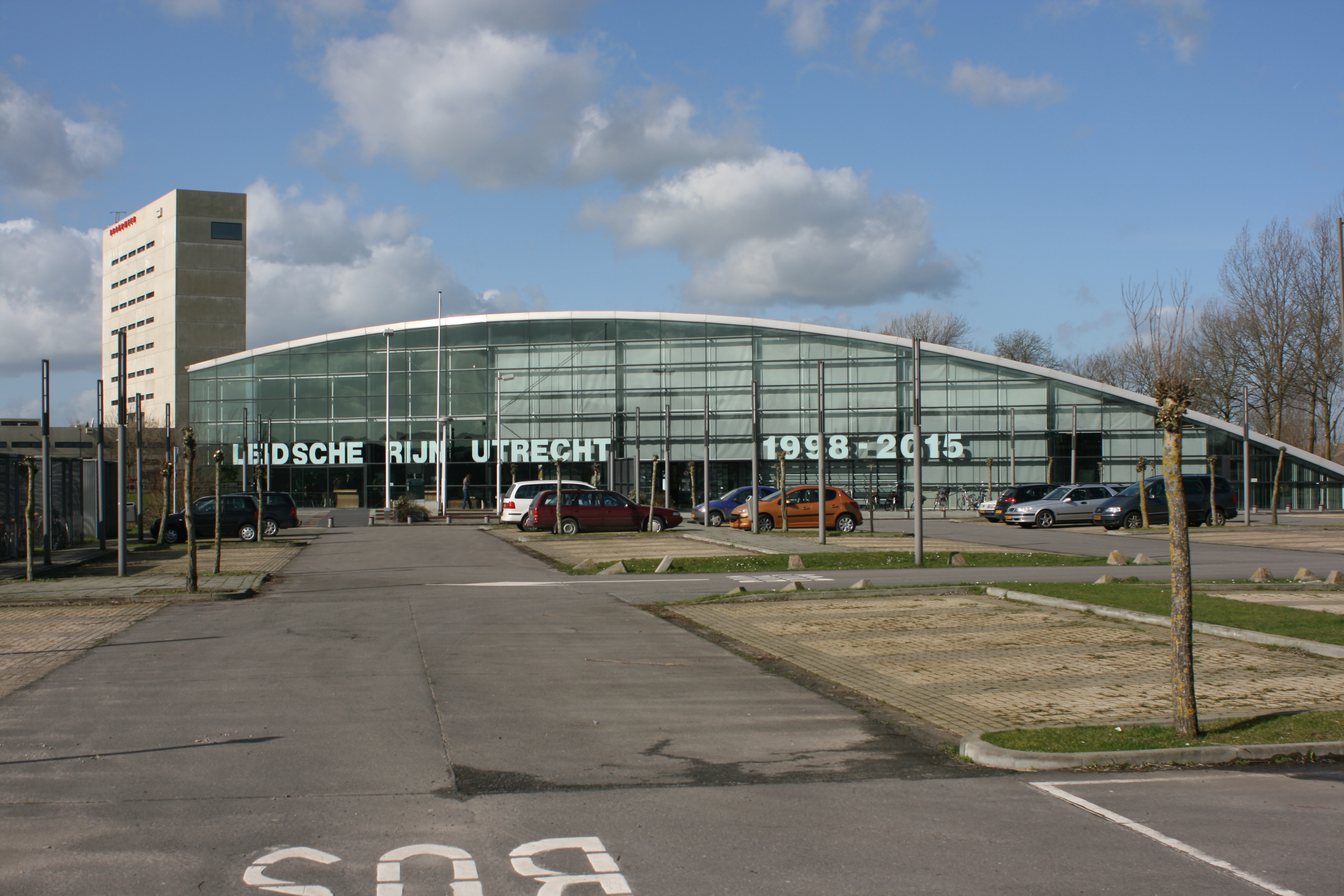
Het voormalig informatiecentrum aan de Verlengde Vleutenseweg.

Het eerste informatiecentrum van Leidsche Rijn bevond zich van 10 september 1999 tot en met 11 augustus 2012 in een relatief groot glazen, en speciaal voor dit doel ontworpen, gebouw aan de Dirck Hoetweg 5 (voorheen Verlengde Vleutenseweg 32). Potentiële kopers en huurders konden hier, mede door de deels interactieve expositievorm, uitgebreide informatie krijgen met betrekking tot hun toekomstige woning en wijk. Dit gebouw was een van de eerste voorzieningen die opgeleverd was in deze Vinex-locatie en speelde in die beginjaren een belangrijke rol in het aantrekken van nieuwe bewoners aangezien de meeste wijken toen nog gebouwd of zelfs nog ontworpen moesten worden. Het informatiecentrum stond onder meer bekend vanwege de grote maquette van Leidsche Rijn.
Het gebouw was zo ontworpen dat het eenvoudig omgebouwd kan worden tot een andere functie. Ook omdat in de planning het idee was dat het gebouw tot hooguit 2015, het oorspronkelijke geplande jaar van de voltooiing van Leidsche Rijn, een voorlichtingscentrum zou zijn. Het voormalige gebouw van het Informatiecentrum Leidsche Rijn zou na juli 2011 verpacht worden voor religieuze doeleinden. Het was voor het eerst dat een Nederlandse gemeente een gebouw dat haar eigen bezit was beschikbaar stelde voor religieus gebruik. Door een aantal omwonenden werd aan de legaliteit van dit besluit getwijfeld. In juli 2012 werd het gebouw verkocht met de bestemmingen sport, lichte horeca, kinderdagverblijf en buitenschoolse opvang. In 2018 is bekend geworden dat dit gebouw gesloopt zal gaan worden. Op deze manier komt ruimte vrij voor nieuwbouw met meer ruimte voor het fitnesscentrum en het kinderdagverblijf en is het tevens mogelijk om (huur)woningen te bouwen op deze locatie.
Het informatiecentrum zelf ging begin 2013 weer open aan de verlengde Hogeweidebaan 1 (voorheen Groenewoudsedijk 2a) waar het kanaal de Leidse Rijn het Amsterdam Rijnkanaal kruist. In dat gebouw zat van 1997 tot 2007 het Mobilion: een voormalig informatie- en communicatiecentrum van Rijkswaterstaat waar voorlichting werd gegeven over de grote uitbreidingen van het (spoor)wegennet in die tijd in de regio Utrecht, waaronder de Leidsche Rijntunnel waarvan de bouwlocatie op loopafstand van dat gebouw was. Het was geopend door Minister Jorritsma en had toentertijd de grootste glazen vloer van Europa waarbij bezoekers over een kaart van het toen toekomstige midden Nederland konden lopen. (De informatie die tot 2007 in het Mobilion werd gegeven had daarmee voor een groot deel ook betrekking op Leidsche Rijn. Tevens werd Leidsche Rijn daar naar voren gebracht als voorbeeld van hoe een wijk op een duurzame manier vorm geeft aan de mobiliteit.) Op 23 december 2018 is het informatiecentrum van Leidsche Rijn ook in dat gebouw dichtgegaan en is daarmee definitief gesloten. Het gebouw, waar het archief werd bewaard van de ontwikkeling van Leidscherijn, brandde 21 april 2023 goeddeels af. In september 2023 verscheen op deze plek een replica van de Domtoren, geschonken door de maker Chris van der Sman uit Nooddorp.

## Voorzieningen
Vlak bij het station Utrecht Leidsche Rijn is op 16 mei 2018 (ten zuidwesten van het station) een groot winkelcentrum geopend, het grootste van de stad Utrecht na het winkelgebied in de binnenstad. Ten noorden hiervan langs de autosnelweg A2 ligt sinds 2009 The Wall, een winkelcentrum bestaande uit megastores.
Verder zijn er in de wijk Leidsche Rijn twee buurtwinkelcentra, te weten Winkelcentrum Terwijde, dat zich nabij het station Utrecht Terwijde bevindt, en Winkelcentrum Parkwijk, dat dicht bij de grens tussen de buurten Parkwijk en Langerak ligt. Niet ver ten westen en ten zuiden van de wijk liggen Winkelcentrum Vleuterweide te Vleuten en Winkelcentrum Mereveldplein te De Meern.
Tegenover The Wall bevindt zich het Sint-Antonius Ziekenhuis, locatie Leidsche Rijn.
Even ten zuidoosten van station Leidsche Rijn staat bioscoop Pathé Utrecht Leidsche Rijn, een groot en hoog gebouw met zeven zalen en met een panoramadak. Het is een voormalige CineMec-bioscoop.
In het noorden van het Bedrijvengebied De Wetering bevindt zich een foodspot, een grootschalig verzamelgebouw van horecavoorzieningen, onder meer met landelijk bekende ketens. Een andere wijkoverstijgende voorziening is het Skydivecentrum in de buurt de Wetering.

## Cultuur
In de realisatiefase van de Vinex-locatie Leische Rijn was er het meerjarige kunstproject Beyond. Een van de onderdelen was in 2003 Parasite Paradise waarin kunstenaars meewerkten aan het ontwerp van de openbare ruimte door tijdelijke onderkomens en voorzieningen te bouwen. Onder deze deelnemende kunstenaars waren onder meer Luc Deleu, Kevin van Braak, Atelier van Lieshout, Rob Vrijen, en Dré Wapenaar. Artistiek leider was Tom van Gestel.

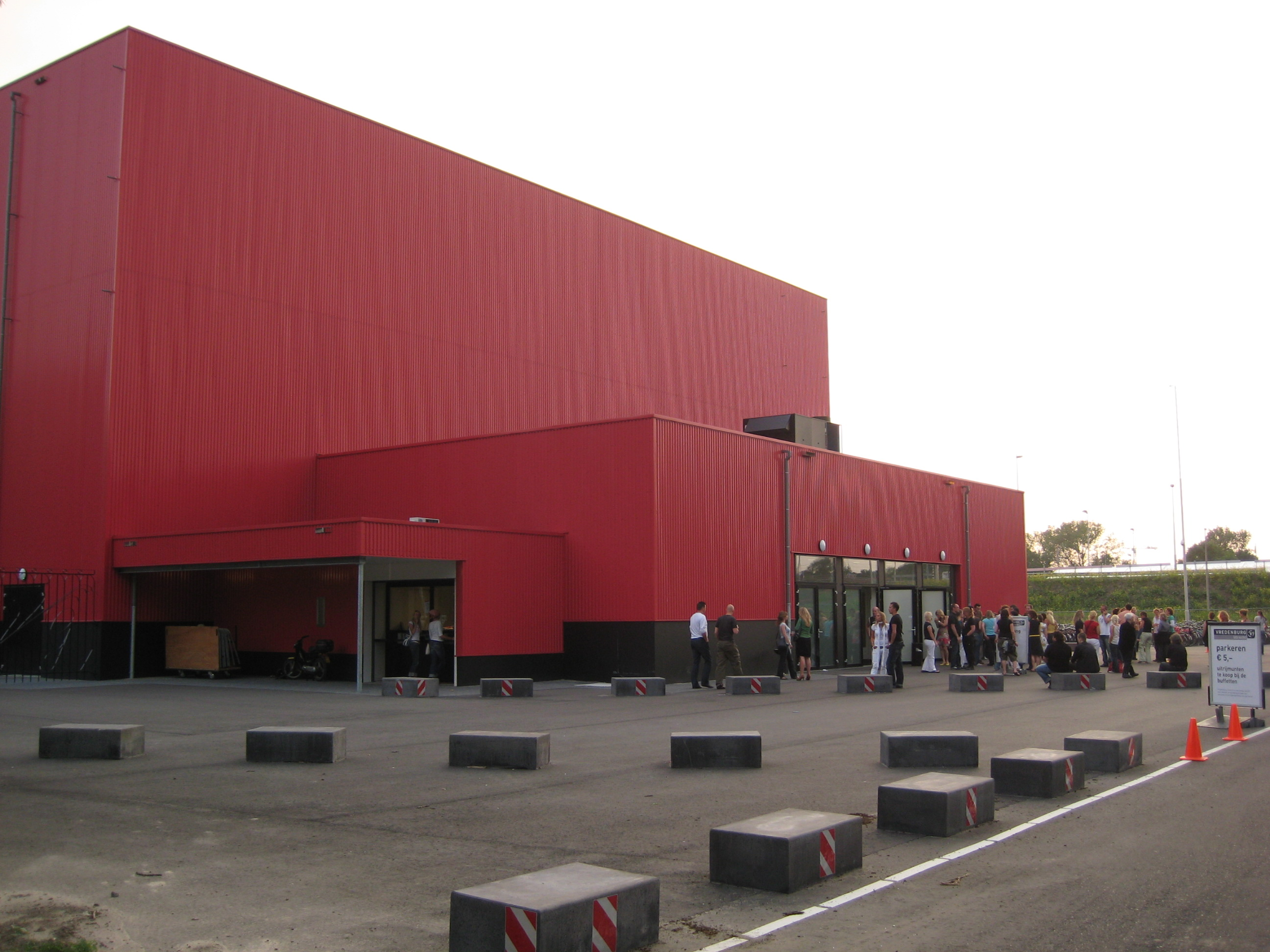
De voormalige Rode Doos was de vervangende locatie voor Muziekcentrum Vredenburg in Leidsche Rijn (2008)

Tussen 2007 en 2014 stond in de buurt van de Hogeweidebrug over het Amsterdam-Rijnkanaal een groot rood gebouw. Daarin werden vanwege de verbouwing van Muziekcentrum Vredenburg de grote concerten van dit muziekcentrum gegeven. Officieel droeg het de naam Vredenburg Leidsche Rijn, maar al spoedig kreeg het de bijnaam De Rode Doos. De voorziening werd door sommigen bekritiseerd vanwege de vermeende slechte akoestiek. De Rode Doos nam tijdens de verbouwing de rol van Grote Zaal van Muziekcentrum Vredenburg over. Kleinere concerten vonden in deze periode plaats in het gebouw Leeuwenbergh in de Utrechtse binnenstad. De Rode Doos is inmiddels afgebroken.
Het NUT Nieuw Utrechts Toneel is het theatergezelschap van Leidsche Rijn. Het is gevestigd op het Berlijnplein en op de Kersenboomgaard. Het gezelschap staat onder artistieke leiding van Greg Nottrot.

## Kunst in de openbare ruimte
Op verschillende voor iedereen toegankelijke plaatsen in de wijk staan kunstwerken. Vanwege hun grootte worden deze gewoonlijk aangeduid als monumentale kunst.
- In de aula van het Leidsche Rijn College bevindt zich het monumentale fotowerk 'Bron en Gletsjer' van Marijke van Warmerdam.
- In Park Leeuwesteyn staat "A mon seul Désir", een betonnen bank met stalen figuren als rugleuning; dit is een werk van Margot Berkman en Eline Janssens.
- In Hogeweide langs de busbaan naar Parkwijk staat een tentoonstellingspaviljoen. Het bestaat uit twee langwerpige witte blokken die kruislings over elkaar liggen. Het is ontworpen door de kunstenaar Stanley Brouwn; de architect van dit bouwwerk is Bertus Mulder.[8]
- Bij Forum 't Zand staan de 'versteende planten' van Amalia Pica.
- In Terwijde staat een poort die toegang geeft tot het terrein van basisschool De Ridderhof. Dit is een werk van de kunstenaar William Speakman.

## Films
Films die in deze wijk zijn opgenomen zijn o.a. de Mees Keesfilms in de buurt Het Zand.